# Stolec (województwo dolnośląskie)

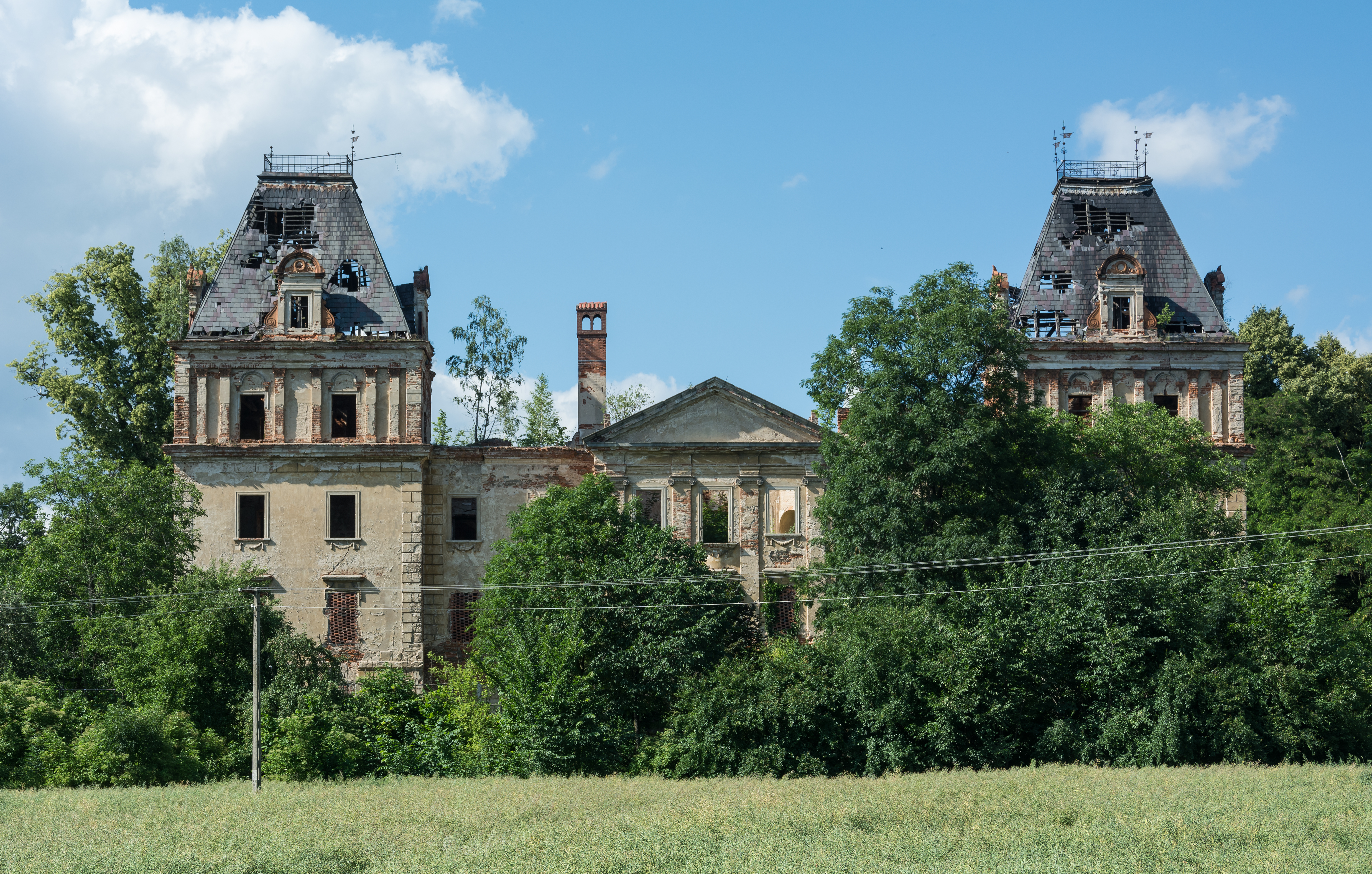
Pałac w Stolcu

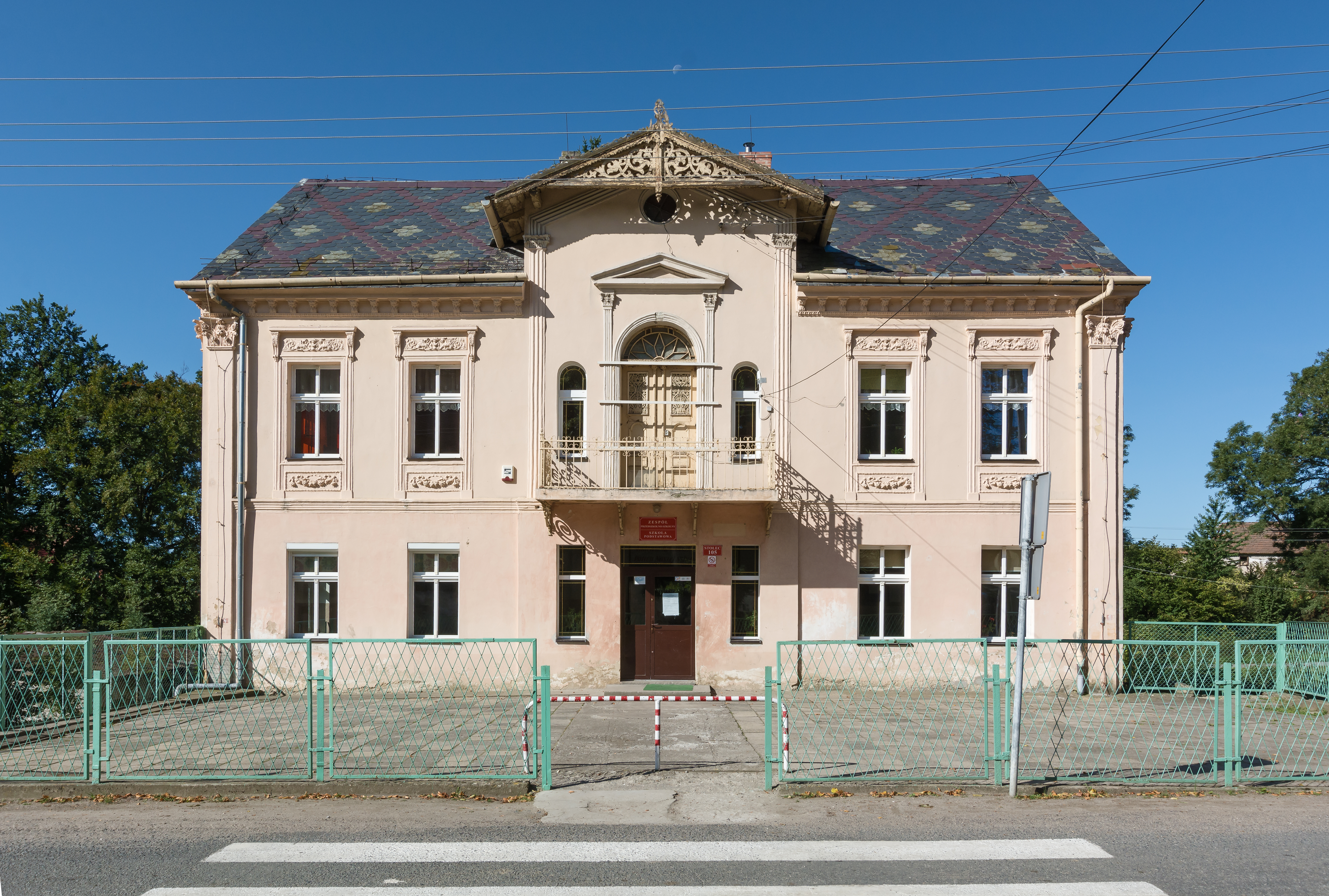
Szkoła podstawowa w Stolcu

Stolec (niem. Stolz) – wieś w Polsce położona w województwie dolnośląskim, w powiecie ząbkowickim, w gminie Ząbkowice Śląskie. Największa wieś w rejonie Ząbkowic Śląskich początki sięgają I poł. XIII w. Nazwa wsi pochodzi od staropolskiego „stolicz”, oznaczającego stolicę otaczającego terenu. Stolec był wsią rycerską, a od końca XVIII w. stolicą Wolnego Państwa Stanowego, należącego do Schlabrendorfów.

## Toponimia
Nazwa wsi pochodzi od staropolskiego „stolicz”, oznaczającego stolicę otaczającego terenu. Stolec to również dawne określenie tronu, krzesła dla monarchy. Niemiecki językoznawca Heinrich Adamy w publikacji o nazwach miejscowości na Śląsku wydanym w 1888 roku we Wrocławiu wymienia nazwę Stolz oraz starsze słowiańskie Stolech i Skorolez. Nazwa oznaczać ma "Hochsiß" czyli wysoką siedzibę. Po II wojnie światowej wieś posiadała przejściową nazwę Skorolec.

## Historia
Początki wsi sięgają I poł. XIII w. Stolec był wsią rycerską, a od końca XVIII w. stolicą Wolnego Państwa Stanowego, należącego do Schlabrendorfów. W 1240 roku pojawił się zapis o miejscowym sołtysie w Stolcu. Rok później, w 1248, książę Henryk III oficjalnie potwierdził, że wieśniacy ze Stolca, przyznając im prawo niemieckie, zobowiązani są do płacenia dziesięciny z każdego łana ziemi. W kolejnym dokumencie z 1251 roku wspomniano już o samym kościele w Stolcu. W 1257 roku, biskup wrocławski Tomasz podporządkował kościół w Stolcu jako filię kościołowi w Sadlnie. Wkrótce potem, musiał on uzyskać status fary, ponieważ w 1273 roku pojawia się w dokumentach informacja o proboszczu Stolca o imieniu Henryk.

## Demografia
Według Narodowego Spisu Powszechnego (2011) liczył 1121 mieszkańców. Jest największą wsią gminy Ząbkowice Śląskie.

## Zabytki
Do wojewódzkiego rejestru zabytków wpisane są:
- gotycki kościół filialny pw. (Niepokalanego Poczęcia) Najświętszej Panny Marii i św. Zuzanny z końca XIII w. (NID określił błędnie jako pw. św. Jana Nepomucena), pierwotnie romański, przebudowany na pocz. XVI w. Wystrój barokowy z późnogotyckim tryptykiem poświęconym św. Rodzinie oraz cenną polichromią z XV w. W ołtarzu głównym obraz Michaela Willmanna „Wniebowzięcie Najświętszej Maryi Panny” z ok. 1705. Pozostałe („Wizja św. Bernarda”, „Maria Niepokalana”, „Święta Rodzina” i „Ukrzyżowanie”) pochodzą z warsztatu tego mistrza i są najprawdopodobniej autorstwa Jana Krzysztofa Liszki z lat 1706–1710[10]. Na jednej z dwóch wież zachowany mechanizm zegarowy, wykonany przez firmę Eppner & Co ze Srebrnej Góry w 1874 r. (zachowała się tabliczka z numerem seryjnym mechanizmu – 150) i zamontowany w końcu sierpnia 1875 r. kosztem ok. 417 talarów. Z kroniki parafii ewangelickiej w Stolcu wynika, że konieczność zakupu nowego zegara spowodowana była złym stanem wcześniejszego, pochodzącego z 1867 r.[11]
- zespół pałacowo-rezydencjonalny, w ruinie
  - pałac wzniesiony w stylu barokowym w pierwszej połowie XVIII wieku dla Henryka hr. von Churschwandt; przekształcony w latach 1773–1779[12] oraz w końcu XIX wieku, kiedy to gmach rozbudowano, nadając mu monumentalną formę w stylu neobaroku francuskiego; uszkodzony w 1945 r., popadł w całkowitą ruinę
  - 3 oficyny mieszkalne
  - park o powierzchni 5 ha, w XIX w. zmieniony na krajobrazowy, zachowały się pozostałości tarasów, oranżerii i wieży belwederu oraz balustrady, dziś park jest bardzo zaniedbany

inne zabytki:
- zespół dworski, pierwotny renesansowy
  - dawny renesansowy dwór z tablicą fundacyjną z XVII w.
  - kompleks zabudowań gospodarczych, w większości zachowanych i użytkowanych

Na północ od zespołu pałacowego znajduje się neogotycki kościół pw. św. Jana Nepomucena z II poł. XIX w. z neogotyckim wyposażeniem wnętrza.

## Szlaki turystyczne
- Czerwony:  Strzelin – Szańcowa – Gościęcice Średnie – Skrzyżowanie pod Dębem – Gromnik – Dobroszów – Kalinka – Skrzyżowanie nad Zuzanką – Źródło Cyryla – Ziębice – Lipa – Rososznica – Stolec – Cierniowa Kopa – Kolonia Bobolice – Kobyla Głowa – Karczowice – Podlesie – Ostra Góra – Starzec – Księginice Wielkie – Sienice – Łagiewniki – Oleszna – Przełęcz Słupicka – Sulistrowiczki – Ślęża – Sobótka[13]
- Żółty:  Bardo – Brzeźnica – Grochowiec – Tarnów – Ząbkowice Śląskie – Jaworek – Rezerwat przyrody Skałki Stoleckie – Stolec – Kamieniec Ząbkowicki